# Helmut Zacharias

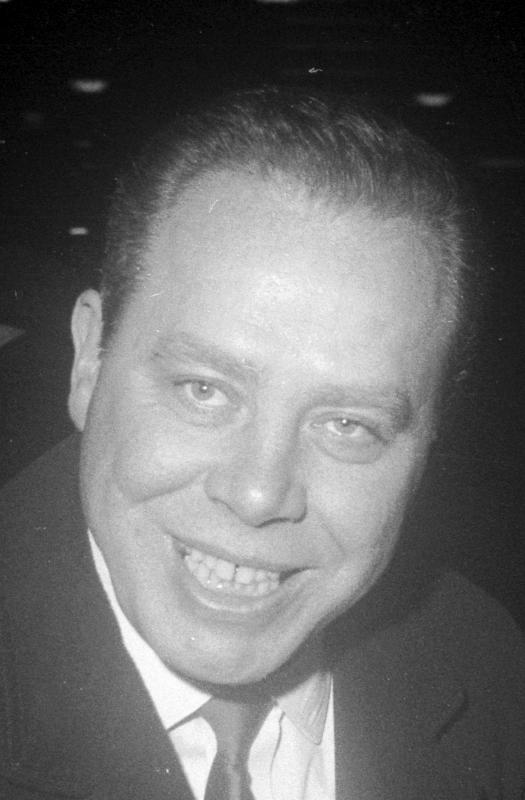
Helmut Zacharias, 1965

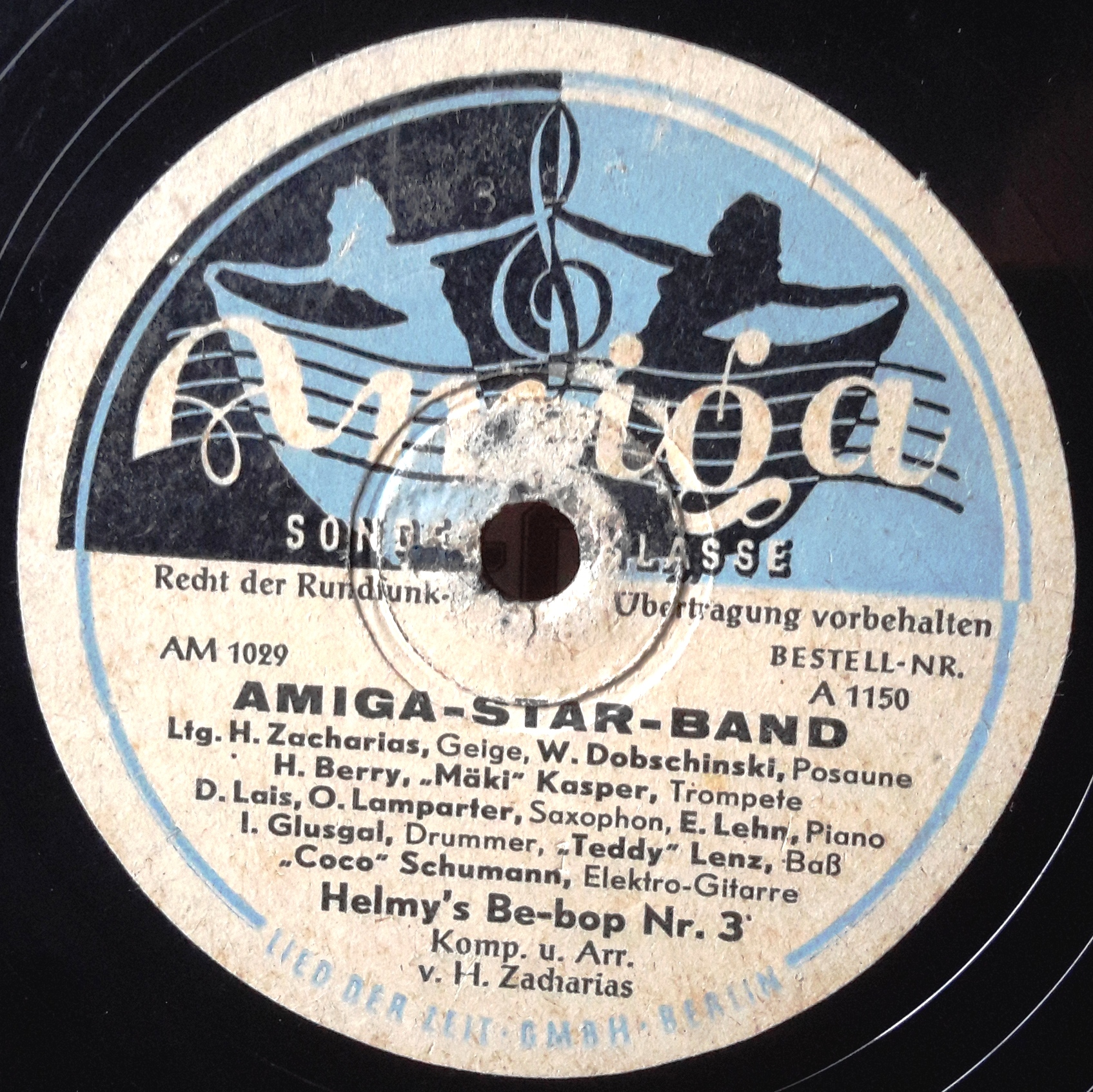
Von Helmut Zacharias komponierter Be-bop in der von ihm geleiteten Aufnahme der „Amiga-Star-Band“

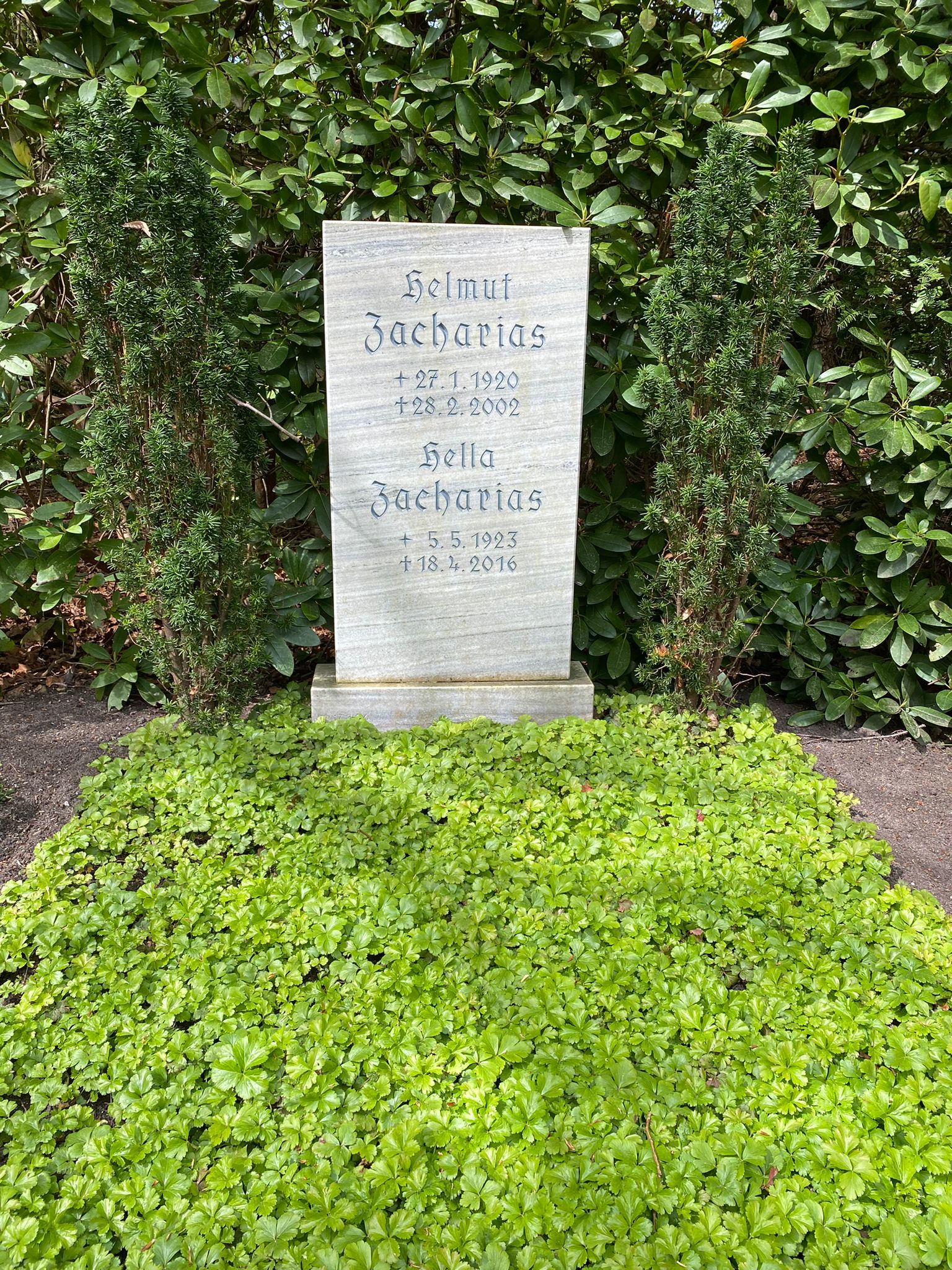
Helmut Zacharias’ Grabstätte auf dem Friedhof Ohlsdorf

Helmut Zacharias (* 27. Januar 1920 in Berlin; † 28. Februar 2002 in Brissago, Schweiz) war ein deutscher Violinist, Dirigent und Komponist. Durch seine Fernsehauftritte in den 1960er und 1970er Jahren erlangte er vor allem als Geigenvirtuose große öffentliche Popularität.

## Leben
Zacharias wurde wegen seiner charakteristischen Spielweise „Zaubergeiger“ genannt. Bereits mit vier Jahren begann er, das Instrument zu spielen, und konnte Noten lesen, als er in die Schule kam. Er musizierte fortan gemeinsam mit seinem Vater (Karl Zacharias), der ebenfalls Geiger und Komponist war. Seine Mutter war eine geborene Jünger. 1931 war er zum ersten Mal mit dem Solopart eines Mozart-Violinkonzerts im Radio zu hören. Nach dem Studium an der Akademischen Hochschule für Musik in Berlin (Meisterklasse von Gustav Havemann) erhielt er 1936 den Fritz-Kreisler-Preis und den Molique-Preis.
Im Jahr 1939 wurde er Mitglied des Kammerorchesters Hans von Benda, mit dem er bis 1941 und Beginn des Wehrdienstes Konzertreisen unternahm, doch seine große Liebe galt dem in der Zeit des Nationalsozialismus verpönten Swingjazz. Dabei war neben amerikanischem Swing das Quintette du Hot Club de France sein Vorbild. Damals pflegte er enge Kameradschaft mit den Musikern Heinz Gerlach, Horst Wende und Heinz Munsonius, in dessen Solistenensemble er mitwirkte. Am 29. November 1941 nahm er seine erste Schallplatte unter eigenem Namen (Helmut Zacharias und seine Solisten) bei der Odeon in Berlin-Kreuzberg auf, die nicht zuletzt dank der Novelty von Ernesto Romanoni als Begleiter auf Harfe statt Klavier ein Erfolg wurde. 1942 war er als Wehrmachtsangehöriger beim auch in Deutschland legal hörbaren Radio Hilversum tätig.
Nach dem Krieg trat er mit eigenem Ensemble unter anderem im Pariser Olympia und in den USA auf. 1948 jazzte er beim NWDR. 1957 trat er als er selbst im Film Unter Palmen am blauen Meer auf. In den 1960er und 1970er Jahren hatte er zahlreiche Auftritte im Fernsehen mit eigener Band. 1960 siedelte er sich in Ascona in der Casa La Campanella am Lago Maggiore in der Schweiz an, wo er seit 1997 die letzten Jahre wegen der Erkrankung an Alzheimer in einem Heim verbrachte. Helmut Zacharias wurde in Hamburg auf dem Friedhof Ohlsdorf beigesetzt. Die Grabstelle liegt im Planquadrat M 17 südwestlich der Ecke Cordesallee/Ringstraße.
Zacharias komponierte etwa 450 Titel und arrangierte mehr als 1400. Auch Filmmusik komponierte er sowie die Tokyo- und Mexico-Melody für die BBC-Sportübertragungen. Weltweit verkaufte er über 14 Millionen Schallplatten (herausgegeben von Brunswick, Polydor und EMI) und CDs. Er erhielt mehrere Preise und Auszeichnungen, unter anderem den Grand Prix du Disque der Acadèmie Charles Gros (Paris), den Maschera d’argento (Italien), den Goldenen Hahn von Rio de Janeiro und 1972 den Popularity-Price von Caracas. 1950 gewann er den Jazz-Poll des AFN Frankfurt als bester Jazz-Violinist und gab ein Lehrbuch Die Jazz-Violine heraus. Auch in den späteren Jahren brachte er Swingelemente in die Unterhaltungsmusik ein. 1985 wurde ihm das Große Bundesverdienstkreuz der Bundesrepublik Deutschland verliehen. 1995 erhielt er einen Bambi. Der Segler und Golfer hatte zudem das Goldene Sportabzeichen erhalten.
Helmut Zacharias war evangelisch und ab 1943 verheiratet mit Hildegard Zacharias, geborene Konradat. Aus der Ehe gingen drei Kinder hervor, die Journalistin Sylvia Zacharias, der Hochsprungmeister Thomas Zacharias und der Komponist Stephan Zacharias. Den schöpferischen Nachlass schenkte seine Witwe Hella Zacharias 2006 dem deutschen Komponistenarchiv in Dresden.

## Filmografie
- 1949: Hallo Fräulein!
- 1952: Heimweh nach Dir
- 1953: Das singende Hotel
- 1954: Sie
- 1954: An jedem Finger zehn
- 1955: Wie werde ich Filmstar?
- 1955: Oberwachtmeister Borck
- 1957: Unter Palmen am blauen Meer
- 1959: Die Nacht vor der Premiere
- 1960: Scheidungsgrund: Liebe

## Erfolge
- Wenn der weiße Flieder wieder blüht (1954)
- Boogie für Geige (1954)
- Ich küsse ihre Hand, Madame
- Tokyo Melody
- Frag den Wind
- Concerto for Twens
- Fantasie über 3 eigene Themen

## Trivia
Edgar Reitz widmete Helmut Zacharias im 6. Teil der Hunsrücksaga Heimat – Eine deutsche Chronik eine kleine Hommage in der Rolle eines jungen Soldaten mit seinem Namen, der während des Zweiten Weltkrieges im Hunsrück bei der Flugabwehr stationiert ist und zu einer „Ferntrauung“ Geige spielt.